# Aravaara
Aravaara är en kulle i Finland.   Den ligger i den ekonomiska regionen  Östra Lapplands ekonomiska region  och landskapet Lappland, i den norra delen av landet, 800 km norr om huvudstaden Helsingfors. Toppen på Aravaara är 339 meter över havet, eller 117 meter över den omgivande terrängen. Bredden vid basen är 3,8 km.
Terrängen runt Aravaara är huvudsakligen platt. Trakten runt Aravaara är nära nog obefolkad, med mindre än två invånare per kvadratkilometer. Närmaste större samhälle är Savukoski, 10,6 km söder om Aravaara. 